# Baffie
Pour les articles homonymes, voir Baffie (homonymie).
Pour l’article ayant un titre homophone, voir Baffi.
Baffie est une commune française située dans le département du Puy-de-Dôme, en région Auvergne-Rhône-Alpes

## Géographie

### Localisation
Baffie est située dans le sud-est du département du Puy-de-Dôme, en région Auvergne-Rhône-Alpes. Elle faisait partie de l'ancienne région, l'Auvergne.
La commune se trouve dans les monts du Forez et appartient à l'arrondissement d'Ambert.
Par la route, Clermont-Ferrand est à 107 km, Thiers à 73 km, Issoire à 67 km et Le Puy-en-Velay à 71,5 km.

### Lieux-dits, écarts et ruines
Baffie compte 18 lieux-dits : le bourg, l'Aiguillon, Barbes, la Borie, le Chalard, Charrier, Chemintrand, Chomoutargues, Fargettes, Meneyrolles, Montmie, le Pêcher, le Poyet, le Temple, le Trive, les Trois Routes, Vernadet, le Vernet et 3 ruines : le Moulin Roussel (ancien moulin à eau), la Patience (ancien moulin à eau et ancienne horlogerie), les cases de Montris (anciennes maisons paysannes)
|            | Grandrif |            |
|            | Baffie   | Églisolles |
| Saint-Just |          |            |

### Hydrographie
Cours d'eau : le ruisseau de Baffie.

### Climat
Pour des articles plus généraux, voir Climat d'Auvergne-Rhône-Alpes et Climat du Puy-de-Dôme.
En 2010, le climat de la commune est de type climat de montagne, selon une étude du Centre national de la recherche scientifique s'appuyant sur une série de données couvrant la période 1971-2000. En 2020, Météo-France publie une typologie des climats de la France métropolitaine dans laquelle la commune est exposée à un climat de montagne ou de marges de montagne et est dans la région climatique  Nord-est du Massif Central, caractérisée par une pluviométrie annuelle de 800 à 1 200 mm, bien répartie dans l’année. 
Pour la période 1971-2000, la température annuelle moyenne est de 8,5 °C, avec une amplitude thermique annuelle de 16,1 °C. Le cumul annuel moyen de précipitations est de 989 mm, avec 10,6 jours de précipitations en janvier et 8,1 jours en juillet. Pour la période 1991-2020, la température moyenne annuelle observée sur la station météorologique de Météo-France la plus proche, « Saint-Anthème », sur la commune de Saint-Anthème à 9 km à vol d'oiseau, est de 6,9 °C et le cumul annuel moyen de précipitations est de 1 346,5 mm,. Pour l'avenir, les paramètres climatiques de la commune estimés pour 2050 selon différents scénarios d'émission de gaz à effet de serre sont consultables sur un site dédié publié par Météo-France en novembre 2022.

## Urbanisme

### Typologie
Au 1er janvier 2024, Baffie est catégorisée commune rurale à habitat très dispersé, selon la nouvelle grille communale de densité à sept niveaux définie par l'Insee en 2022.
Elle est située hors unité urbaine. Par ailleurs la commune fait partie de l'aire d'attraction d'Ambert, dont elle est une commune de la couronne,. Cette aire, qui regroupe 29 communes, est catégorisée dans les aires de moins de 50 000 habitants,.

### Occupation des sols
L'occupation des sols de la commune, telle qu'elle ressort de la base de données européenne d’occupation biophysique des sols Corine Land Cover (CLC), est marquée par l'importance des forêts et milieux semi-naturels (78,5 % en 2018), une proportion identique à celle de 1990 (78,5 %). La répartition détaillée en 2018 est la suivante : forêts (73,8 %), prairies (16 %), zones agricoles hétérogènes (5,5 %), milieux à végétation arbustive et/ou herbacée (4,7 %). L'évolution de l’occupation des sols de la commune et de ses infrastructures peut être observée sur les différentes représentations cartographiques du territoire : la carte de Cassini (XVIIIe siècle), la carte d'état-major (1820-1866) et les cartes ou photos aériennes de l'IGN pour la période actuelle (1950 à aujourd'hui).

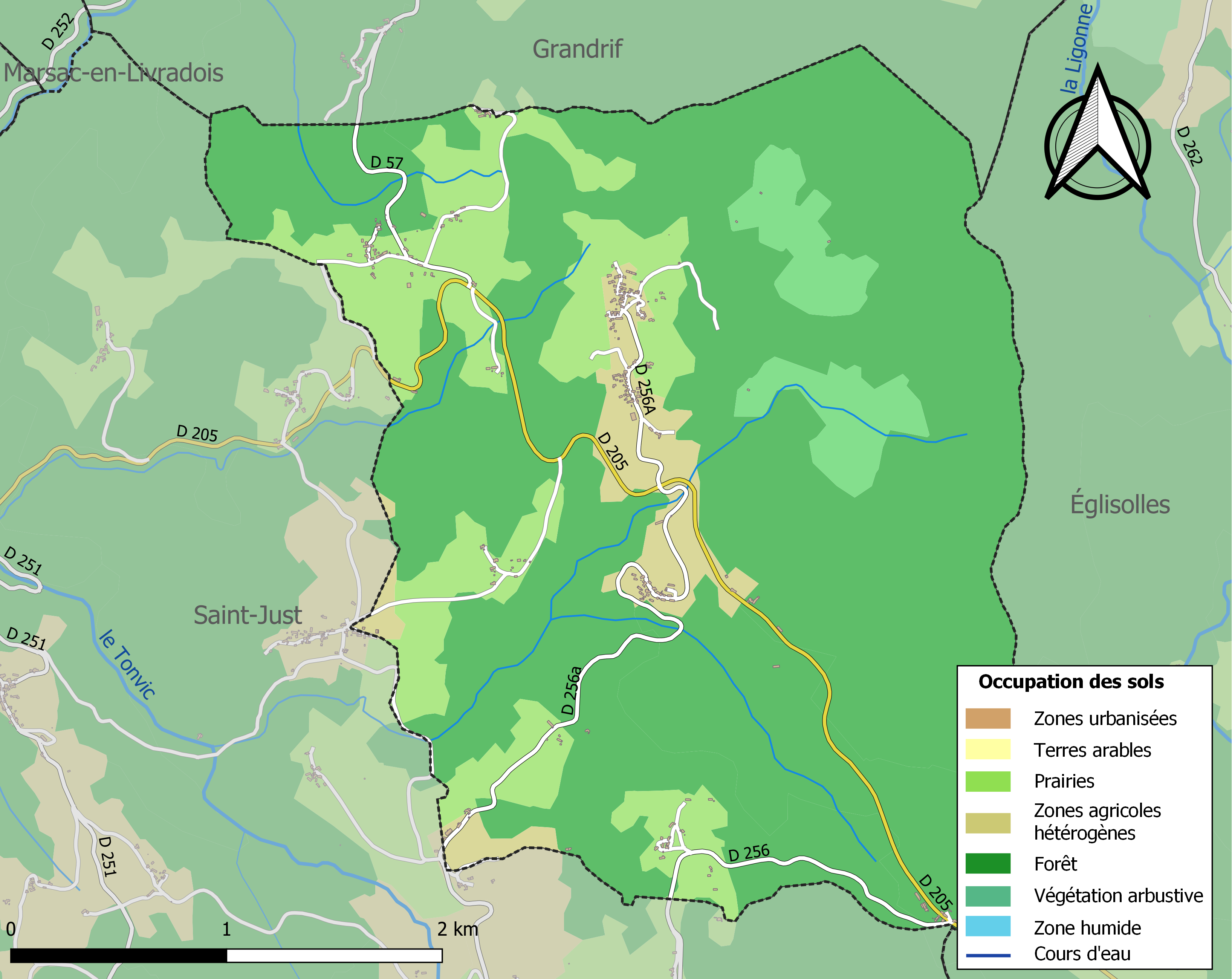
Carte des infrastructures et de l'occupation des sols de la commune en 2018 (CLC).

## Histoire
Les seigneurs du lieu étaient la Famille de Baffie, dont le plus ancien personnage connu est Damas, seigneurs de Baffie, chevalier, qui vivait en 960. Puis Guillaume (Ier de Baffie (né vers 1020), et Guillaume de Baffie, chanoine de l'église de Lyon et évêque de Clermont entre 1096 et 1104. Sous le règne de Louis XIV et pendant la première moitié du XVIIIe siècle, l'opinion commune rattachait les seigneurs de Baffie aux comtes carolingiens du Velay. En effet, le vicomte Dalmace Ier de Semur périt en 1055 tué par son gendre le duc de Bourgogne. Il avait eu d'Avise Geoffroy II, Guillaume, Bertrand, Astorg, Dalmas, Étienne. Nous[Qui ?] voyons en Guillaume la tige des seigneurs de Baffie, dynastie féodale qui régna pendant deux siècles sur le Livradois (qui ne s'éteignit que dans une comtesse d'Auvergne descendante par une de ses aïeules des comtes de Forez et de Lyon). À sa mort, ses terres de Bourgogne et d'Auvergne se divisèrent et formèrent deux grandes baronnies, Semur et Baffie. À Guillaume fut attribué le domaine ancestral du Livrais qui prit le nom du château construit alors à Baffie, près de la frontière du royaume de Bourgogne.
Le château de Baffie, qui donna son nom à la dynastie, se dressait sur un éperon rocheux de la commune de Saint-Just-de-Baffie (canton de Viverols, arrondissement d'Ambert). Vraisemblablement construit par l'un d'eux, car aucun antérieur n'en signale l'existence, il fut pendant plusieurs siècles le chef-lieu féodal des cinq châtellenies de la grande terre de Livradois. Il faisait partie d'un cordon de forteresses défendant l'entrée de l'Auvergne et de la France capétienne dans cette région.
Les terres de Baffie chevauchaient quelque peu la frontière. Ils eurent de tout temps des possessions dans le Forez, membre du diocèse de Lyon et terre d'Empire en ce temps-là. Le bourg d'Usson relevant d'eux était traversé par la ligne divisoire de l'Auvergne et du Velay. De ce côté la forteresse de Baffie faisait front aux entreprenants vicomtes de Polignac. Elle ne survécut pas aux guerres de religion (l'historien du Forez[Qui ?] en a vu des ruines au XVIIe siècle).
Guillaume Ier (qui vivait encore en 1087) est le père de Dalmas Ier de Baffie et de Guillaume, évêque d'Auvergne de 1073 à 1077. Guillaume monta sur le siège épiscopal de Clermont par un mauvais chemin. Il s'entendit en 1073 avec le prélat qui occupait ce siège, Étienne de Polignac dit Taillefer, fils du vicomte Armand Ier pour le remplacer. Étienne convoitait le siège du Puy alors vacant et finit par aller s'y installer, cédant celui de Clermont à Guillaume. Le page Grégoire VII envoya sur place son légat Hugues de Die pour faire respecter la discipline de l’Église en lui recommandant de se faire assister par Hugues de Semur, abbé de Cluny dont l'autorité morale était incontestable. Les deux usurpateurs furent déposés lors d'un synode tenu à Clermont le 28 août 1077. Étienne ayant refusé d'obéir fut excommunié ; Guillaume s'inclina, se démit des biens d’Église et il légua en mourant son patrimoine personnel à son neveu et filleul Guillaume de Baffie, prévôt de Notre-Dame du Puy qui devint de la sorte seigneur de Viverols et d'Usson. Ce dernier fut lui aussi évêque de Clermont mais dans des conditions parfaitement régulières.
Dalmas Ier de Baffie, prénommé comme son grand-père, le dernier des vicomtes Dalmas, succéda à son père Guillaume comme seigneur du Livradois. Il est le père de Dalmas II de Baffie et de Guillaume, deuxième du nom, évêque de Clermont. Guillaume (II) de Baffie fut la figure vaillante de la famille pendant la première croisade. Il se dit lui-même fils de Dalmas de Baffie en 1101. Il fut un instant appelé Guillaume de Chamalières pour le distinguer de son oncle et de son neveu prénommés comme lui. L'évêque Durand mourut dans la nuit du 18 au 19 novembre 1095 à Clermont la veille de l'ouverture du Concile de la Croisade. Guillaume était tellement désigné pour le remplacer, qu'il fut immédiatement sous les yeux du pape Urbain II. Son sacre fut différé par la prédication de la croisade, les opérations du Concile, la réception des nombreux prélats entassés dans Clermont. Il n'était encore qu'évêque au Concile de Tours où il accompagna Urbain, il y siégeait le 21 mars 1096. Il fut sacré entre cette date et le 3 avril suivant. Au mois de novembre, on le trouve au Puy s'occupant avec Adémar de Monteil des familles de croisés. Il bâtit et créa sur ses domaines un village au lieu du Puy commune de Valcurières, canton d'Ambre. Il édifia l'église et une partie du bourg de Viverols dont il voulait faire une petite capitale de la terre de Baffie. Il y transporta à cet effet le marché qui se tenait jusque là dans son château d'Usson au point de rencontre de trois provinces : Auvergne, Velay, Forez. Il s'engage dans l'expédition de Terre Sainte (l'arrière croisade) sous le commandement de Guillaume de Poitiers duc d'Aquitaine et sort de France le 13 janvier 1101. Il périt le 13 janvier 1113 à suite du désastre de Baffa[Quoi ?].
Dalmas II survécut longtemps à son frère. Sur sa terre de Baffie, il renouvela l'éternel conflit avec le prieuré de Chaumont. Il fit des levées de paysans et voulut soumettre par la force les vassaux du prieur aux mêmes lois et aux mêmes charges que ses autres sujets. Il occupe militairement le bourg de Chaumont jusqu'à la mi-carême de 1152. Son fils Guillaume se joignit à lui pour jurer de tenir dorénavant les moines en paix. Le petit-fils de Guillaume II prénommé comme lui possédait encore des biens de la frontière bourguignonne en 1205. Il est lui-même le père de Dalmas III, lui même père de Guillaume III de Baffie dit Le Vieux.
Aux XIe et XIIe siècles, les de Baffie étaient seigneurs de plusieurs châtellenies dont Baffie, Ambert, Beauzac, Marsac, Usson, Viverols. Ce sont eux qui firent construire le  Château de Viverols.
Guillaume le Vieux met fin aux exactions qui ruinaient le village et l'église de Saint-Flour, commune de propriété du monastère de Chamalières-sur-Loire. Il épousa avant 1200 Éléonore de Forez, fille de Guy III d'Outremer comte de Forez et de Lyon et de sa première femme souvent appelée Azurée : cinq châteaux forerions avec leurs chatelenies lui furent consenties en dot. Il était marié depuis peu lorsqu'un différend s'éleva entre lui et l'abbaye de la Bénisson-Dieu au sujet des droits de pâture que son grand-père Guillaume lui avait cédés. Il fut tranché en 1205 au profit des moines par le comte Guy III, son beau-père, que les parties s'accordèrent à prendre pour médiateur et qui termina cette affaire au château de Cleppé. Le comte de Forez répudia Azurée pour épouser Alix de Sully, ce qui occasionna par la suite de sérieux démêlés entre les Baffie et les comtes de Forez. Ce prince mourut le 28 novembre 1206 laissant pour héritier un fils mineur qui fut Guy IV dit Guyot sous la tutelle de son aïeul le comte Guy II moine à la Bénisson-Dieu et son oncle paternel Renaud de Forez archevêque de Lyon. Le 6 février 1219 Guillaume de Baffie se place sous la suzeraineté des évêques de Clermont afin d'échapper à celle du pouvoir royal, plus contraignante.
En 1238, Guillaume le Vieux et son fils Guillaume IV le Jeune comprirent que l'appui du peuple leur était nécessaire. Ils concédèrent alors à la ville d'Ambert la charte des Libertés municipales au mois de juillet 1239 (document encore intact dans les archives de la ville d'Ambert en 1484). Guillaume le Vieux meurt en 1255. Il aurait laissé un second fils, Jean de Baffie, templier précepteur de St Antoine de Fougères en 1272. Guillaume le Jeune n'attend pas la mort de son père pour disputer le comte de Forez aux enfants de Guy III et de sa seconde femme Alix de Sully. Il envoie une bande de routiers étrangers commandés par un aventurier du nom de Vestan. Il contestait l'héritage de Guy IV, fils illégitime car de la seconde épouse alors que la première était encore vivante à sa naissance. Sa mère à lui, Eleonore, seul enfant du premier mariage, le seul valable, était l'unique héritière du comté de Forez, et lui aussi était son seul et légitime héritier. Saint-Louis roi de France dut arbitrer et leur fit signer le compromis de pacification en mars 1242. Guillaume IV épouse une fille des illustres Montboisier, fille d'Héracle et de Marguerite de Maymont d'Olliergues. Elle s'appelle Eléonore comme sa mère et elle lui survécut, sans laisser d'enfants. La terre patrimoniale du Livradois advint à sa sœur Eléonore alors comtesse d'Auvergne. En lui s'éteignit le dernier des seigneurs de Baffie, issus du vicomte Dalmas III tué deux siècles avant par son gendre le duc de Bourgogne frère du roi de France.
Après confiscation par Philippe Auguste de la majeure partie des domaines de Guy II, les comtes d'Auvergne s'appliquèrent à reconstituer leur puissance dans la province par des alliances. L'union du comte Robert V et d'Eleonore de Baffie inaugura cette politique poursuivie après lui pendant plus d'un siècle. Le mariage fut célébré vers 1250 au château de Baffie par l'évêque de Clermont. Eléonore reçut diverses terres des états de son époux et, comme celui-ci tient des possessions en Hainaut de sa mère Alix de Brabant, il est possible que la terre de Baffie en Hainaut tire son nom de la nouvelle comtesse d'Auvergne et de Bourgogne. De cette dernière des Baffie vont descendre les comtes d'Auvergne fondus dans les maisons ducales de Bourgogne et Bourbon ancêtres des rois de France.
Citons quelques autres personnages retenus par l'Histoire : Gotolende de Baffie, qui épouse Pons II de Rochebaron vers 1120 ; Philippie ou Philippa de Baffie (née vers 1225), épouse de Guillaume VIII, dauphin d'Auvergne, puis épouse de  Robert II de Courcelles en 1241.
La matrice du sceau, en cuivre ou laiton, à moitié brisée, découverte en Lyonnais, sur les bords du Rhône en 1893 représente un chevalier monté, brandissant son épée de la main droite avec l'exergue tronquée. MI DOMINI DE BAFFI
La commune de Baffie a été créée en 1872 par démembrement de la commune de Saint-Just-de-Baffie.

## Culture locale et patrimoine

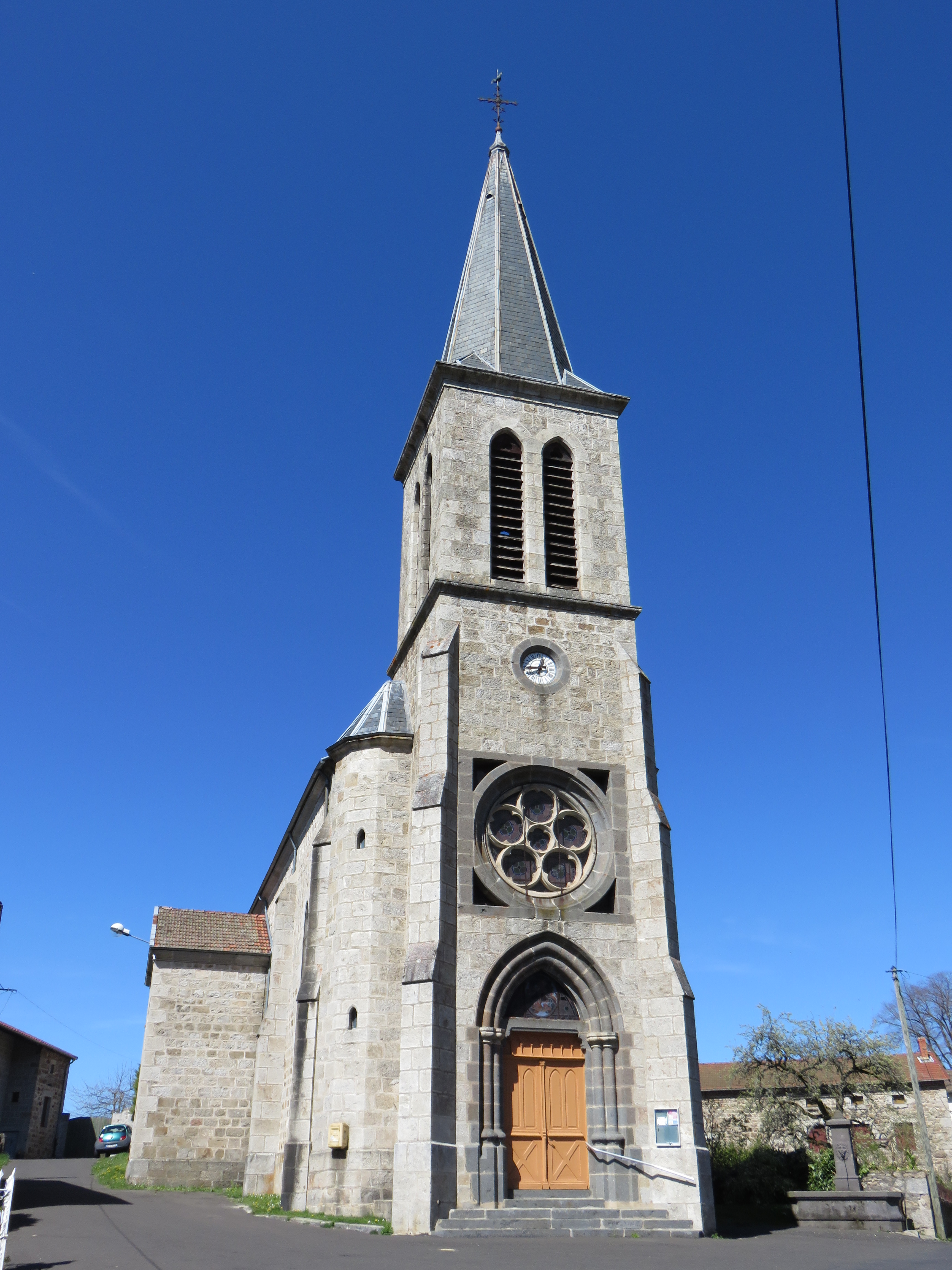
Église Saint-Nicolas.

## Politique et administration

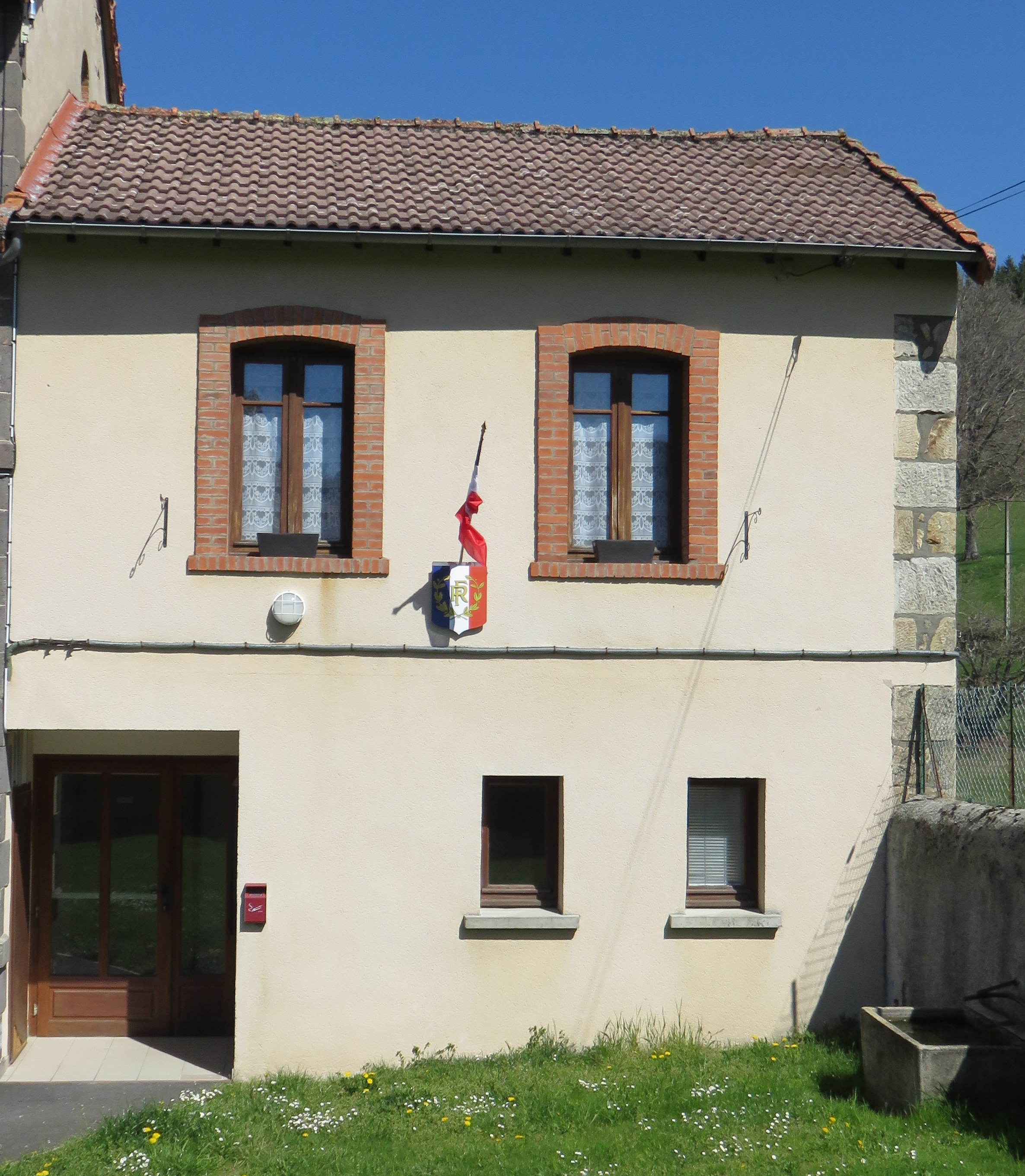
Mairie.

| Période                                  | Période                   | Identité          | Étiquette | Qualité              |
| ---------------------------------------- | ------------------------- | ----------------- | --------- | -------------------- |
| Les données manquantes sont à compléter. |                           |                   |           |                      |
| mars 2001                                | mars 2008                 | Bernard Bouret    |           |                      |
| mars 2008                                | En cours (au 3 août 2020) | Christian Guénolé | DVD       | Encadrant - Retraité |

## Population et société

### Démographie
L'évolution du nombre d'habitants est connue à travers les recensements de la population effectués dans la commune depuis 1872. Pour les communes de moins de 10 000 habitants, une enquête de recensement portant sur toute la population est réalisée tous les cinq ans, les populations de référence des années intermédiaires étant quant à elles estimées par interpolation ou extrapolation. Pour la commune, le premier recensement exhaustif entrant dans le cadre du nouveau dispositif a été réalisé en 2005.

En 2022, la commune comptait 111 habitants, en évolution de −1,77 % par rapport à 2016 (Puy-de-Dôme : +2,1 %, France hors Mayotte : +2,11 %).
| 1872 | 1876 | 1881 | 1886 | 1891 | 1896 | 1901 | 1906 | 1911 |
| ---- | ---- | ---- | ---- | ---- | ---- | ---- | ---- | ---- |
| 658  | 732  | 761  | 714  | 730  | 604  | 587  | 571  | 554  |

| 1921 | 1926 | 1931 | 1936 | 1946 | 1954 | 1962 | 1968 | 1975 |
| ---- | ---- | ---- | ---- | ---- | ---- | ---- | ---- | ---- |
| 486  | 457  | 424  | 402  | 312  | 258  | 217  | 184  | 146  |

| 1982 | 1990 | 1999 | 2005 | 2006 | 2010 | 2015 | 2020 | 2022 |
| ---- | ---- | ---- | ---- | ---- | ---- | ---- | ---- | ---- |
| 130  | 108  | 101  | 114  | 115  | 118  | 113  | 111  | 111  |

## Héraldique
| Blason de Baffie | Blason  | De sinople à la bande d'argent chargée de trois molettes de sable et accompagnée de deux châtaigniers d'or. |
| Blason de Baffie | Détails | Le statut officiel du blason reste à déterminer.                                                            |

### Patrimoine naturel
- La commune de Baffie est adhérente du parc naturel régional Livradois-Forez.

## Pour approfondir